# 杨丽坤
杨丽坤（1941年4月24日—2000年7月21日），女，彝族，中国电影演员。

## 生平
杨丽坤出生于云南省普洱县磨黑镇，自幼喜爱文艺。她有兄弟姐妹11个，排行第9，人们都叫她“小九儿”。1954年入云南省歌舞团作独舞演员。1959年18岁时被长春电影制片厂的导演王家乙选中，主演反映大跃进中白族人进行社会主义建设的爱情喜剧影片《五朵金花》中的女主角副社长金花。影片于1959年12月公演，立刻轰动，在46个国家上映，获1960年埃及第二届亚非电影节最佳电影银鹰奖，杨丽坤也获得最佳女演员银鹰奖。之后几年，杨丽坤受到过毛泽东、周恩来、陈毅等领导人的接见，并多次随歌舞团出国演出。1964年主演了反映古代云南彝族撒尼人爱情故事的影片《阿诗玛》中的女主角阿诗玛。
1965年，在《阿诗玛》上映前夕，文化部因为影片“不歌颂社会主义革命的大好局面，为死人作传”、“宣扬爱情至上充满资产阶级情调”停止发行《阿诗玛》，拷贝封存。她在此之前因恋爱受人阻挠，曾一度精神失常，经过住院治疗，已经痊愈。但这次成了“黑苗子”、“黑线人物”。在文化大革命开始后迫害折磨，患精神分裂症，曾一度失踪流浪到边陲小镇镇沅，被找到后病情稍有缓解。1970年又因为一些政治言论被扣帽子成为“现行反革命分子”，精神彻底崩溃。
1973年杨丽坤和籍贯上海的唐风楼结婚。文革结束后1978年到上海居住，名义上任上海电影制片厂演员。她过上了比较安定的生活，病情有所缓解。2000年7月21日因长期的病痛折磨和身体机能的衰退，在上海家中病逝。她的墓碑在上海和昆明各有一座，骨灰一边一半。

## 家庭
杨丽坤和唐风楼育有一对双胞胎儿子。

## 作品

### 电影
- 《五朵金花》(1959)
- 《阿诗玛》(1979)